# Feira do Leste Europeu

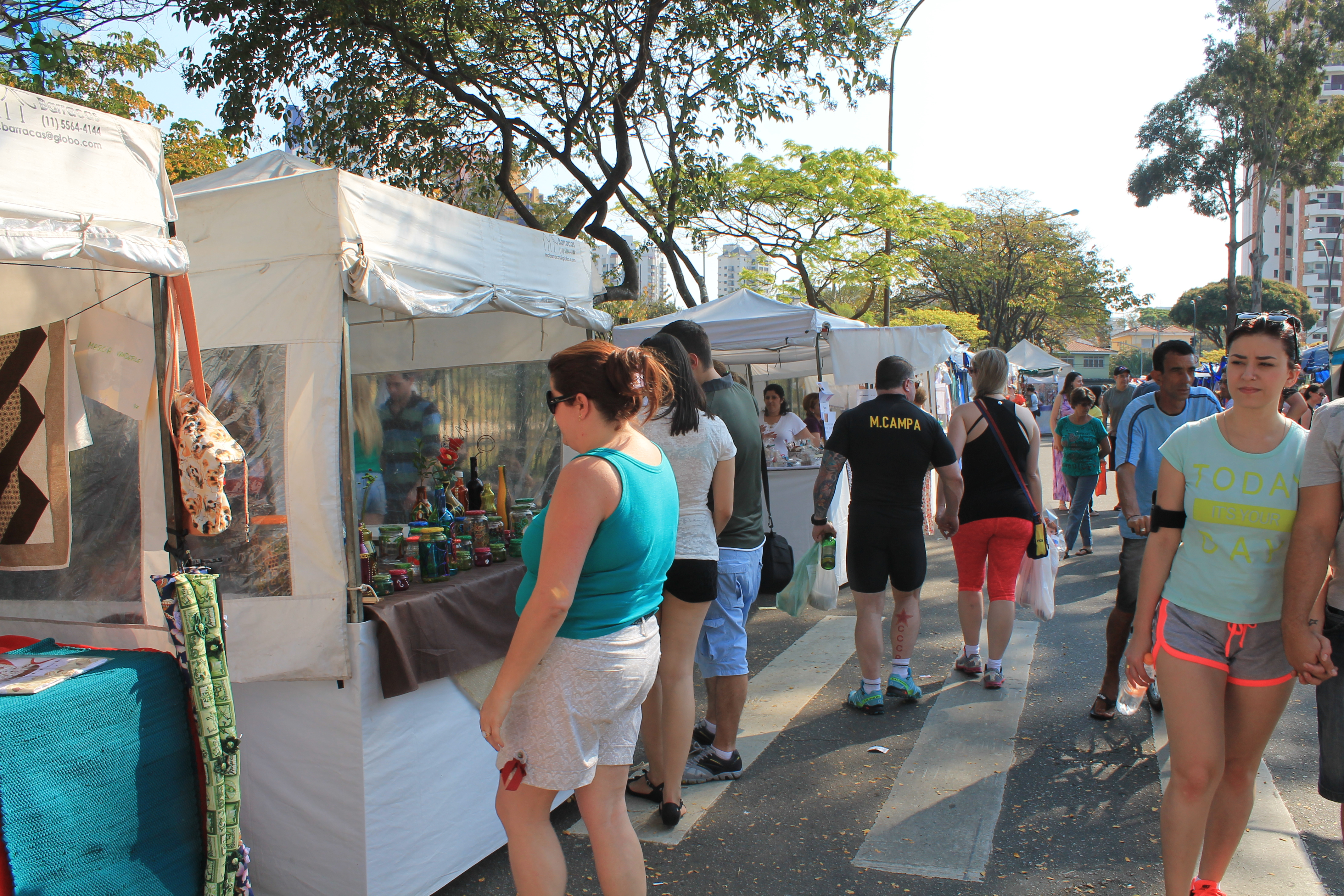
Feira do Leste Europeu

A Feira do Leste Europeu é um evento temático de culinária e artesanato típicos da região leste europeia, realizado quinzenalmente/mensalmente, aos domingos na Rua Aracati Mirim, próximo ao Parque Ecológico Vila Prudente na Zona Leste de São Paulo. Tem como objetivo integrar a comunidade de imigrantes dos países do Leste Europeu com a comunidade paulistana, fazendo com que a identidade cultural desses povos também seja evidenciada por ser mais um elemento formador da cultura brasileira e alavanque o desenvolvimento social, cultural, econômico da região. Esta feira já é reconhecida como uma das seis feiras de cultura imigrante da cidade de São Paulo e já faz parte do roteiro turístico temático da Zona Leste de S.P..

## História
A Feira do Leste Europeu surgiu de uma iniciativa da AMOVIZA (Associação dos Moradores, Comerciantes, Empresários, Párocos e Profissionais Liberais do Bairro de Vila Zelina e Adjacências), entidade criada oficialmente em 2008, e que é composta na sua maioria por imigrantes e descendentes de imigrantes que fizeram parte dos fluxos imigratórios da Europa para o Brasil no início do século XX. Os bairros da cidade de São Paulo que concentram imigrantes do Leste Europeu são: Vila Bela, Vila Alpina, Quinta da Peineira, Jardim Avelino, Vila Lúcia, Vila Zelina e Parque Vila Prudente. Neles estão distribuídas várias comunidades de imigrantes oriundos do Leste Europeu (Bielorrussos, búlgaros, croatas, estonianos, eslovenos, húngaros, letos, lituanos, poloneses, romenos, russos, tchecos e ucranianos). Para se ter uma ideia do impacto desses imigrantes na região, basta mencionar que a Vila Zelina concentra uma quantidade representativa da comunidade lituana do mundo (porém atualmente apenas descendentes em sua maioria). Essas pessoas deixaram suas terras natais devido às mazelas provocadas pela Primeira Guerra Mundial e também pela Revolução Russa de 1917, que se espalhou por todo Leste do Velho Continente. Aqui chegando, esses imigrantes tiveram que enfrentar o desafio de se estabelecerem em meio às dificuldades da língua, clima e outros fatores. Um dos períodos mais difíceis foi o do Estado Novo, liderado por Getúlio Vargas (1937-1945), quando imigrantes eslavos considerados comunistas eram vigiados pela política do Estado de São Paulo. Para poderem entrar no país e se abster desta perseguição, mudavam os sufixos de seus sobrenomes para sufixos de sobrenomes lituanos e poloneses, como por exemplo, os sufixos "off", "ov" e "ich" foram mudados para "ovas" e "icius". Até hoje os eslavos, principalmente comunidades de russos, búlgaros e tchecos, não possuem uma sede sócio-cultural na região devido a esta perseguição, bairrismo e intolerância étnica durante o regime militar. Recentemente foram realizadas homenagens na região de Vila Zelina com denominação de logradouros como a "Praça Pushkin" (em homenagem ao célebre escritor russo pré-revolução) e a "Praça Imigrante Leste Europeu".
Assim, a feira do Leste Europeu atualmente realizada quinzenalmente é uma oportunidade de reunir e comemorar o êxito das comunidades de imigrantes que vieram para o Brasil, além de divulgar seus costumes e tradições.

## Religiosidade

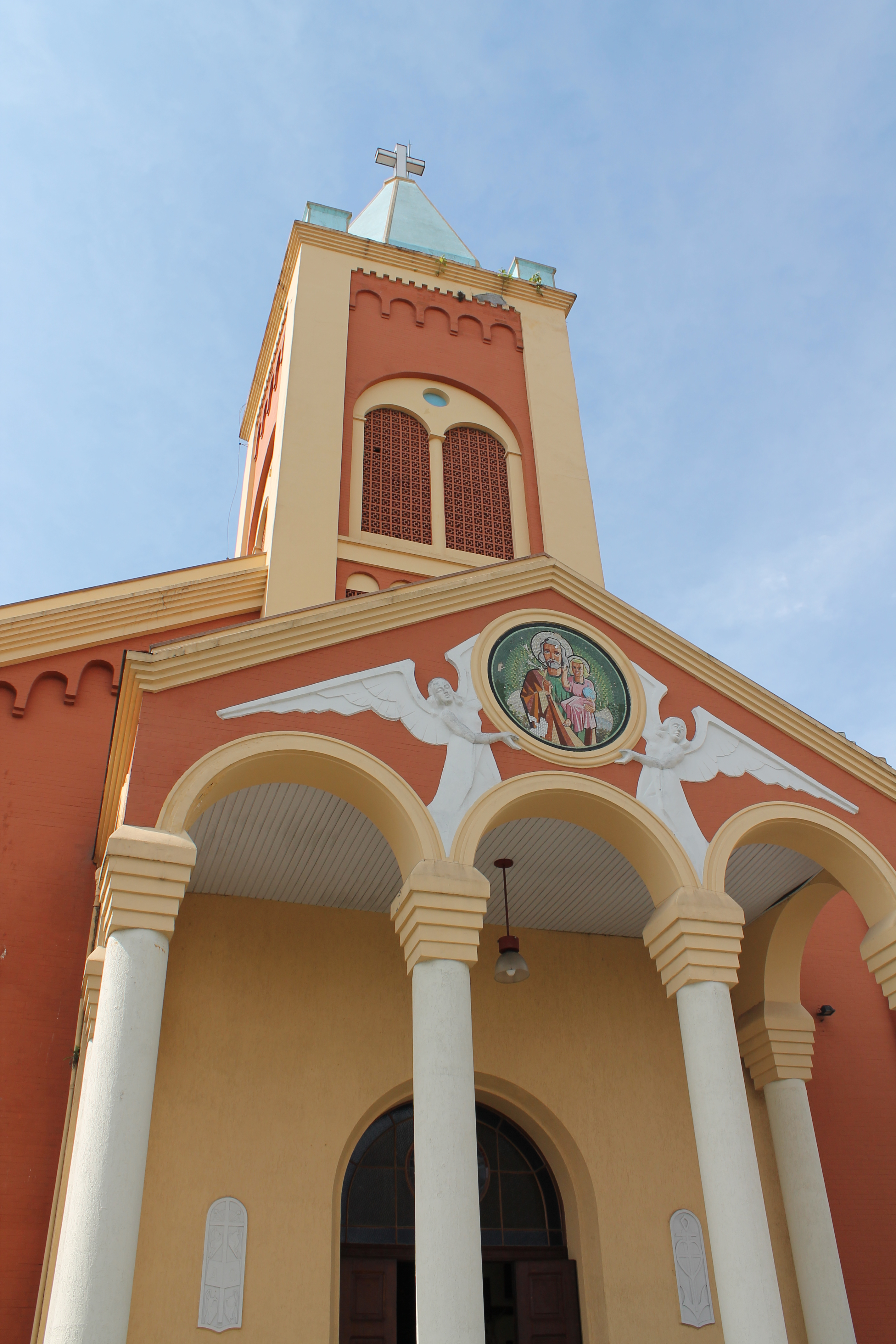
Igreja Católica Lituana (Paróquia de São José)

O cristianismo foi adotado pelos povos do Leste Europeu entre os séculos VI e X, de forma gradual, enquanto as crenças pagãs iam sendo abandonadas. Pode-se dizer que os eslavos contemporâneos são, em sua maioria, cristãos ortodoxos e católicos romanos, enquanto que protestantes e muçulmanos sunitas são minorias.
Os imigrantes eslavos trouxeram consigo esse perfil religioso, e o incorporaram à região como pode ser visto por toda a região das "vilas", onde existem igrejas que celebram suas missas nos idiomas dos países de origem, como as: Igreja Católica Lituana (Paróquia São José), Igreja Católica Ucraniana (Paróquia Nossa Senhora da Glória), Igrejas Ortodoxas Russas (Igreja Santíssima Trindade, Nossa Senhora da Proteção e dos Starovéri), Igreja Batista Boas Novas de Origem Russa e Assembléia de Deus Russa. Existiu uma Igreja Ortodoxa Russa na Av. Zelina esquina com R. Barão de Juparaná na década de 1940 a 1950 que, devido à perseguição aos eslavos durante o regime militar nesta época, acabou sendo fechada. Existem colégios católicos bizantinos, católicos romanos e adventistas fundados com ajuda de representantes destas comunidades.

## Culinária
Doces, salgados e bebidas típicas da culinária leste europeia estão presentes nas barracas que representam os vários povos eslavos. São várias as opções, como a "bureka" búlgara (rosquinhas folhadas e recheadas), os "varenikes" russos (pequenas panquecas recheadas) e o "kugelis" lituano (feito com massa de batata) e muitos outros pratos tradicionais. Na parte das bebidas, pode-se experimentar o "Krupnikas", licor de mel típico da Lituânia, e o "Kvass", bebida fermentada que pode ser misturada com frutas na sua preparação.

## Artesanato
Passada entre gerações, o tradicional artesanato da região tem como destaque as pinturas em porcelana com motivos ucranianos; as Matrioscas, um dos itens mais procurados, que são pequenas bonecas (ocas) confeccionadas em diversos tipos de materiais, em que as menores ficam armazenadas nas maiores, assim sucessivamente, até que o conjunto todo caiba em uma só peça; arte em madeira, ovos pintados e bordados característicos. Há também as apresentações de grupos de danças, corais folclóricos, e de músicos que tocam instrumentos típicos. Deve-se lembrar também, que artesanatos que fazem referência a temas tipicamente brasileiros também são encontrados, reforçando, desse modo, a efetiva integração entre a cultura brasileira e a dos povos eslavos.

## Eventos
Em 2015, a feira aconteceu no dia 25 de Outubro de 2015 - Domingo, das 10h às 18h, na Rua Aracati Mirim, Jardim Avelino, e fez parte dos eventos realizados no mês de comemoração do aniversário de Fundação da Vila Zelina (a data oficial é 27 de outubro de 1927).